# Действующее значение переменного тока
Действующее (эффективное) значение переменного тока равно величине такого постоянного тока, который за время, равное одному периоду переменного тока, произведёт такую же работу (тепловой или электродинамический эффект), что и рассматриваемый переменный ток.
В современной литературе чаще используется математическое определение этой величины — среднеквадратичное значение переменного тока. Иначе говоря, действующее значение переменного тока можно определить по формуле:
{\displaystyle I={\sqrt {{\frac {1}{T}}\int _{0}^{T}i^{2}dt}}.}

## Действующее значение в типичных случаях
Приведены формулы для электрического тока. Аналогичным образом определяются действующие значения ЭДС и напряжения.

### Синусоида

Синусоида, меандр, треугольная и пилообразная волны

Для синусоидального тока:
{\displaystyle I={\frac {1}{\sqrt {2}}}\cdot I_{m}\approx 0{,}707\cdot I_{m},}
где
{\displaystyle I_{m}} — амплитудное значение тока.

### Прямоугольная форма
Для тока, имеющего форму однополярного прямоугольного импульса, действующее значение тока зависит от скважности:
{\displaystyle I=I_{m}{\sqrt {D}},}
где
{\displaystyle D} — коэффициент заполнения (величина, обратная скважности).
В частности, для тока, имеющего форму однополярного меандра (коэффициент заполнения 0,5):
{\displaystyle I=I_{m}{\sqrt {0{,}5}}\approx 0{,}707\cdot I_{m}.}
Для тока, имеющего форму двухполярного меандра:
{\displaystyle I=I_{m}.}

### Треугольная форма
Для тока треугольной и пилообразной формы (независимо от того, меняется ли направление тока):
{\displaystyle I={\frac {1}{\sqrt {3}}}\cdot I_{m}\approx 0{,}577\cdot I_{m}.}

### Трапециевидная форма

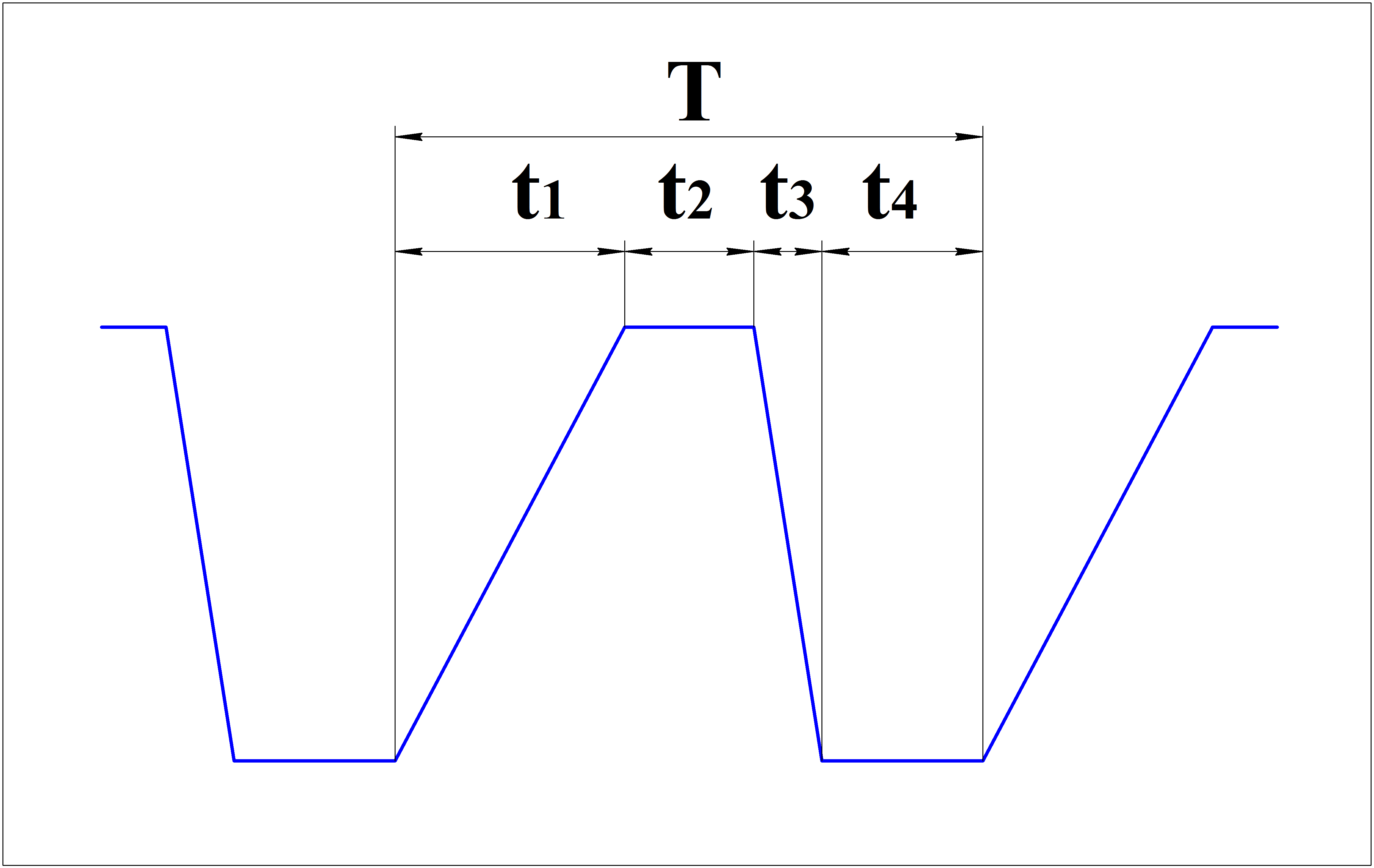

Для тока трапециевидной формы действующее значение можно определить разбив период на отрезки положительного фронта, действия максимального значения и отрицательного фронта:
{\displaystyle I=I_{m}{\sqrt {\frac {t_{1}+3t_{2}+t_{3}}{3T}}},}
где
{\displaystyle t_{1}} — длительность положительного фронта;
{\displaystyle t_{2}} — длительность действия максимального значения;
{\displaystyle t_{3}} — длительность отрицательного фронта;
{\displaystyle T} — длительность полного периода.

### Дугообразная форма
Для тока имеющего форму дуги (половины окружности):
{\displaystyle I=I_{m}{\sqrt {\frac {2}{3}}}\approx 0{,}816\cdot I_{m}.}

## Дополнительные сведения
В англоязычной технической литературе для обозначения действующего значения употребляется термин effective value — эффективное значение. Также применяется аббревиатура RMS или rms — root mean square — среднеквадратичное (значение).
Электроизмерительные приборы (амперметры, вольтметры) для измерения в цепях переменного тока обычно градуируются так, чтобы их показания соответствовали действующему значению синусоидального тока или напряжения. При измерении несинусоидальных токов и напряжений приборы различных систем могут давать разные показания.